# حمدي يوسف
حمدي يوسف (مواليد 17 أغسطس 1930 - 15 أبريل 2003) هو ممثل أفلام وممثل تلفزيون وممثل مسرحي، قدَّم أكثر من 160 عمل فني مسرح ومسلسل وأكثرها الأفلام المصرية، لم يحظى يوماً بالبطولة المطلقة وظل يقدم الأدوار الثانوية المميزة طول مشواره الفنى، تواجد في كثير من أفلام عادل إمام وأحمد زكي، برع في أداء أدوار المسئول الكبير أو ضابط الشرطة أو القاضي أو رب الأسرة، من أشهر أعماله (كراكون في الشارع، مهمة في تل أبيب، الإرهاب والكباب، طيور الظلام).

## حياته
ولد الفنان أحمد حمدى يوسف في 17 شهر أُغسطس لعام 1930، حصل على بكالوريس التجارة من كلية التجارة جامعة القاهرة، عمل كموظف بالحكومة قبل دخوله للتمثيل، التحق بعدها بالمسرح والسينما والتلفزيون كممثل منذ ستينات القرن العشرين كان أول أعماله في سن الأربعين بفيلم الافوكاتو كان سبب لشهرته، برع في أداء الأدوار التي تتطلب الوقار والهيبة، لذا نراه غالباً ما يظهر على الشاشة في دور المسؤول الحكومي الكبير أو ضابط الشرطة أو الطبيب أو أستاذ الجامعة، أو وكيل النيابة، ولم يحظى يوماً بالبطولة المطلقة، وظل يقدم الأدوار الثانوية طول مشواره الفنى، إلا أنها ترك بصمة مميزة في عالم التمثيل لا تزال عالقة في أذهان الجمهور. امتد مشواره الفني نحو أربعة عقود من الزمن، فقد شارك وعاصر العديد من ممثلي وممثلات الجيل القديم والجيل الأوسط والجيل الحديث.

## السيرة المهنية
شارك حمدي العديد من النجوم في أعمالهم مثل عادل إمام وأحمد زكي. قدم ما يزيد عن أكثر من مائة وأربعون عمل فني، من أبرزها، كراكون في الشارع، مهمة في تل أبيب، الإرهاب والكباب، طيور الظلام. على الرغم من تقديم الأعمال الفنية المميزة، إلا أنها لم يحظى يوماً بالبطولة المطلقة وظل يقدم الأدوار الثانوية طول مشواره الفنى، وفي الخمسينيات من عمره قدم أعمالاً يظهر عليها الطابع الكوميدى. تميز حمدي يوسف في تقمص شخصيات المسؤولين الكبار، حقق فيها نجاحاً كبيراً، واستطاع أن يفرض بعض المرح والكوميديا على تلك الشخصيات، خصوصاً مع عادل إمام في أفلام الإرهاب والكباب وطيور الظلام والنوم في العسل، ثم مع محمود عبد العزيز في البحر بيضحك ليه.

## شخصيات

### دور الطبيب
أدى حمدي يوسف دور الطبيب في أفلام عدة منها؛
- نحن لا نزرع الشوك (طبيب الأطفال الذي يعالج الطفل الرضيع جابر ويوظف أمه سيدة/شادية في عيادته كممرضة).
- بئر الحرمان (الطبيب النفساني د. فؤاد الذي يعالج ناهد أو ميرفت (سعاد حسني المصابة بازدواج الشخصية).
- ضربة معلم (الطبيب المعالج لمفتش المباحث بكري / صلاح قابيل).
- إضحك الصورة تطلع حلوة سنة (الدكتور سعيد استاذ كلية الطب).
- الطيب أفندي (دور مدير المستشفى)،
- عاشقة نفسها (الطبيب الذي ينصح الثري الستيني عثمان بك (صلاح منصور) بالخلود إلى الراحة التامة حفاظا على صحة قلبه ثم يخبره بأن زوجته الشابة الصغيرة دلال(نجلاء فتحي) حامل فلا يتحمل الصدمة بسبب عجزه الجنسي ويسقط ميتا.
- العقرب سنة 1990.
- حكاية نص مليون دولار.
- الذكاء المدمر.
- العذراء والشعر الأبيض.

### دور مسؤول القانون
- أدى حمدي دور الضابط في أفلام: الباطنية، البحث عن المتاعب، أختي.
- أدي دور النائب العام في فيلم قدر امرأة.
- أدي دور رئيس مجلس الشعب في فيلم الواد محروس بتاع الوزير، وفيلم النوم في العسل
- أدي دور المستشار في المحكمة في فيلم ضربة جزاء.
- أدي دور الوزير في فيلم طيور الظلام.
- أدي دور رئيس الشركة في فيلم البحر بيضحك ليه، وفيلم صرخة ندم، ومدير الشركة الهندسية التي يعمل بها أحمد (محمود ياسين) في فيلم الثأر.
- أدي دور قاضي المحكمة في فيلم هدى ومعالي الوزير، و فيلم الأفوكاتو سبب شهرته حيث يحكم ببراءة المتهم ويأمر بسجن محاميه حسن سبانخ (عادل إمام)، وفي فيلم إلحقونا وفيلم البؤساء.
- أدي دور رئيس الوزراء المتقمص لدور الدكتور عاطف صدقي رئيس الحكومة المصرية آنذاك في فيلم الإرهاب والكباب، مما جعل الرقابة تمنع بعض مشاهد الفيلم.
- أدي دور عميد الكلية في فيلم قانون إيكا، وعميد كلية الحقوق في فيلم انتخبوا الدكتور سليمان عبد الباسط.
- أدي دور وكيل النيابة في فيلم باب الشرق، وفيلم ومضى قطار العمر.
- أدي دور مساعد وزير الداخلية في فيلم بطل من ورق.
- أدي دور مدير الجمرك في فيلم أجراس الخطر.
- أدي دور رئيس التحرير في فيلم رجل لهذا الزمان، وفيلم ثرثرة فوق النيل
- أدي دور موظف الإسكان في فيلم انتحار صاحب الشقة
- أدي دور رجل الأعمال السيد الجميعي الذي يبحث عنه ولده مختار(نور الشريف) بعد أن تخبره أمه عزيزة (هدى سلطان) باسمه في فيلم وصمة عار
- أدي دور رئيس المباحث في فيلم فتوة درب العسال.
- أدي دور المحامي في فيلم القطط السمان.
- أدي دور المنتج السينمائي «توكل» الذي تعد له أم سمير (نبيلة السيد) جلسات تدخين الحشيش في فيلم أمهات في المنفى. والعمدة في فيلم الجحيم.
- أدي دور عمدة القرية في فيلم الجحيم.
- أدي دور صاحب محل الذهب الذي تشتري منه زينات (فيفي عبده) ذهبا بمبلغ مليون جنيه في فيلم ليلة القتل.
- أدي دور الحشاش رفعت بيه الذي يحشش مع فهمي(عادل إمام) ورؤوف (سناء شافع) في فيلم حتى لا يطير الدخان.

### أدوار عائلية
- أدي دور دور الأب والزوج في عدة أفلام منها فيلم الرقص مع الشيطان، وفيلم المشبوه، وفيلم قاهر الزمن، وفيلم اعدام طالب ثانوي.

## أعماله
شارك حمدي في أكثر من مائة وستين عملاً فنياً، بدأها بفيلم شيء من العذاب سنة 1969م أمام سعاد حسني وحسن يوسف ويحيي شاهين، وأنهاها بفيلم حفار البحر سنة 2003 أمام فاروق الفيشاوي وجميل راتب وعبد العزيز مخيون.

### أفلام
- 1969: بئر الحرمان
- 1969: شيء من العذاب
- 1969: المهاجر
- 1970: نحن لا نزرع الشوك
- 1971: أختي
- 1971: الخيط الرفيع
- 1971: ثرثرة فوق النيل
- 1971: عشاق الحياة
- 1972: امتثال
- 1972: حب وكبرياء
- 1972: عاشقة نفسها
- 1973: عاشق الروح
- 1973: نساء الليل
- 1974: رحلة العمر
- 1975: الأنثى والذئاب
- 1975: البحث عن المتاعب
- 1975: الحب تحت المطر
- 1975: ومضى قطار العمر
- 1977: الحب قبل الخبز أحيانًا
- 1977: العذاب امرأة
- 1977: كفانى يا قلب
- 1977: خطايا الحب
- 1978: أذكريني
- 1978: البؤساء
- 1978: من بلا خطيئة
- 1978: وراء الشمس
- 1979: وتمضي الأحزان
- 1980: أبو البنات
- 1980: إعدام طالب ثانوي
- 1980: الأخرس
- 1980: الإخوة الغرباء
- 1980: الباطنية
- 1980: الجحيم
- 1980: تحدي الأقوياء
- 1980: سأعود بلا دموع
- 1981: القطط السمان
- 1981: المشبوه
- 1981: أمهات في المنفى
- 1981: انتخبوا الدكتور سليمان عبد الباسط
- 1981: دموع في ليلة الزفاف
- 1982: الثأر
- 1983: الأفوكاتو
- 1983: العذراء والشعر الأبيض
- 1983: أنا مش حرامية
- 1983: حب في الزنزانة
- 1983: مرزوقة
- 1984: الطيب أفندي
- 1984: امراة في السجن
- 1984: حتى لا يطير الدخان
- 1984: رحلة المليون
- 1984: لا تسألني من أنا
- 1985: إعدام ميت
- 1985: الأستاذ يعرف أكثر
- 1985: إنقاذ ما يمكن إنقاذه
- 1985: خيوط العنكبوت
- 1985: عشرة على عشرة
- 1985: فتوة درب العسال
- 1986: أجراس الخطر
- 1986: الحلم القاتل
- 1986: الداهية
- 1986: انتحار صاحب الشقة
- 1986: تحت التهديد
- 1986: رجل لهذا الزمان
- 1986: كراكون في الشارع
- 1986: وصمة عار
- 1986: وعد ومكتوب
- 1987: التعويذة
- 1987: الذكاء المدمر
- 1987: اللعيبة
- 1987: المخطوفة
- 1987: الملعوب
- 1987: بستان الدم
- 1987: شاهد إثبات
- 1987: ضربة معلم
- 1987: غابة من الرجال
- 1987: قاهر الزمن
- 1987: لعبة الكبار
- 1987: لعدم كفاية الأدلة
- 1988: اغتيال مدرسة
- 1988: التحدي
- 1988: الدرجة الثالثة
- 1988: الدنيا جرى فيها إيه
- 1988: الدنيا على جناح يمامة
- 1988: بطل من ورق
- 1988: حكاية نص مليون دولار
- 1988: سمك لبن تمر هندي
- 1988: صرخة ندم
- 1988: ملف سامية شعراوي
- 1988: ولو بعد حين
- 1989: إحنا اللى سرقنا الحرامية
- 1989: أرملة رجل حي
- 1989: الإرهاب
- 1989: الحقونا
- 1989: الكداب وصاحبه
- 1989: المغتصبون
- 1989: أيام الغضب
- 1989: باب شرق
- 1989: عنبر الموت
- 1989: فضيحة العمر
- 1989: يا عزيزي كلنا لصوص
- 1990: إعدام قاضي
- 1990: الأسطى محروس
- 1990: الخادم
- 1990: العقرب
- 1990: اللص
- 1990: قضية سميحة بدران
- 1990: ليل وخونة
- 1991: القاتلة
- 1991: اللعب مع الكبار
- 1991: الرجل الغامض
- 1991: بنت الباشا الوزير
- 1991: قانون إيكا
- 1992: الإرهاب والكباب
- 1992: الحجر الداير
- 1992: السجينة 67
- 1992: فخ الجواسيس
- 1992: مهمة في تل ابيب
- 1993: الثعالب
- 1993: الرقص مع الشيطان
- 1993: المتزوجون في التاريخ
- 1993: امرأة تدفع الثمن
- 1993: بوابة إبليس
- 1994: هدى ومعالي الوزير
- 1994: ليلة القتل
- 1994: سواق الهانم
- 1994: خلطبيطه
- 1994: الجينز
- 1995: لحم رخيص
- 1995: طيور الظلام
- 1995: ضربة جزاء
- 1995: البحر بيضحك ليه
- 1996: ميت فل
- 1996: النوم في العسل
- 1996: اللومنجى
- 1996: الخطيئة السابعة
- 1997: امرأة فوق القمة
- 1998: إمبراطورية الشر
- 1998: اضحك الصورة تطلع حلوة
- 1999: كلام الليل
- 1999: جسر الخطر
- 1999: أمواج الغضب
- 1999: الواد محروس بتاع الوزير
- 1999: أحلام مسروقة
- 2000: قدر امرأة
- 2000: إمرأة تحت المراقبة
- 2001: زكية زكريا في البرلمان
- 2003: حفار البحر

### مسلسلات
- 1969 : عباس وحكايته مع الناس
- 1982: ليلة القبض على فاطمة
- 1983: عابر سبيل
- 1984: أخو البنات
- 1995: أنا اللي أستاهل
- 1999: أحلام مؤجلة

### مسرحيات
- 1985: بداية ونهاية

### سهرات تلفزيونية
- 1969: ممنوع بأمر الاولاد
- 2000: قبل السقوط

## وفاته
رحل الفنان حمدى يوسف في 15 من شهر إبريل لعام 2003، بعد أن أتم عامه الـ الثلاثة والسبعين، بعد أن قدم نحو أكثر من مائة وستون عملاً فنياً، خلال عمله بعالم الفن.